# Znamení moci (Zahradníček)
Znamení moci (Znak mocy) – poemat czeskiego poety katolickiego Jana Zahradníčka, opublikowany wiele lat po śmierci autora w 1990 w tomie Rouška Veroničina. La Saletta. Znamení moci. Na język polski utwór przetłumaczył Andrzej Babuchowski.